# Dolle Mol
Créé en 1969 et situé aujourd'hui rue des Éperonniers au centre de Bruxelles (Belgique), le café Dolle Mol (La taupe enragée en français) est un lieu historique du milieu libertaire belge.
Fermé à de nombreuses reprises, le café a rouvert ses portes en novembre 2018.

## Histoire
C'est en 1969, dans une cave de la rue du Marché aux Fromages (Bruxelles, Belgique) que le Dolle Mol a ouvert, pour déménager en 1971 au 52 rue des Éperonniers, une rue plus loin. Dès l'origine, il est fréquenté par des surréalistes comme Marcel Mariën.
Dans les années 1970, café anarchiste,,, il devient également un des lieux de rencontre de la jeunesse gauchiste de l'après Mai 68. Au premier étage, une librairie-bibliothèque underground propose la presse alternative, dans toutes les langues.
Espace prisé par la beat generation et « particulièrement des intellectuels flamands de la capitale », Bob Dylan, Tom Waits, Léo Ferré, William Cliff, Walter De Buck sont passés dans ses murs. Andreas Baader, le chef de l'organisation de guérilla urbaine allemande Fraction armée rouge, également connue sous le nom de « Bande à Baader », y logea durant sa cavale européenne. Amnesty International, section belge flamande, sera en outre fondée dans ses locaux.[réf. nécessaire]
Selon le journal Le Soir de l’époque, le café « attire toute la faune culturo-anarchique du Brussel-Brusseleir. Soixante-huitards attardés, écolos adeptes de la vague grunge constituent la clientèle ».

## Fermeture, occupation et réouverture
Fermé en octobre 2002 pour cause de faillite, l’établissement est à l'abandon pendant plusieurs années.
Le 1er mai 2006, le cinéaste et artiste situationniste belge Jan Bucquoy rouvre illégalement l’endroit durant six semaines avant d'être expulsé par la police et brièvement appréhendé puis libéré.
Après de nombreux démêlés judiciaires, le café ouvre à nouveau ses portes, sous la forme d'une asbl, le 1er juin 2007, grâce à l'intervention du ministre flamand de la culture Bert Anciaux. Dans un premier temps, la salle située au-dessus du café est utilisée pour des expositions, comme celle consacrée aux unes de Siné Hebdo en 2009, et la même année, Jan Bucquoy y installe le célèbre Musée du slip,’
À nouveau fermé en 2015, cette fois pour cessation de bail, l’établissement est repris en 2018 par cinq bruxellois qui investissent 50 000 euros sur fonds propres pour rénover ses locaux et programment sa réouverture pour novembre de la même année.

## Œuvres de fiction

### Bande dessinée
- Jan Bucquoy, Au Dolle Mol : une fiction politique, M. Deligne, 1985.

### Cinéma
- Le café apparait dans La Vie sexuelle des Belges 1950-1978.
- Ce dernier apparaît également dans le court-métrage : Vertiges de Arnaud Dufeys en 2014.

## Télévision
- Jan Bucquoy et le Dolle Mol, Radio-télévision belge de la Communauté française, Sonuma, 11 novembre 2007.